# Uniwersytet Techniczny w Delfcie
Uniwersytet Techniczny w Delfcie (niderl. Technische Universiteit Delft, TU Delft) – holenderska uczelnia w mieście Delft, największa i najstarsza uczelnia techniczna w Holandii. Kształci ponad 18 000 studentów, zatrudnia ponad 2500 naukowców (w tym ponad 200 profesorów). Jest członkiem ligi IDEA i jednym z 20 najlepszych uniwersytetów technicznych na świecie.

## Historia

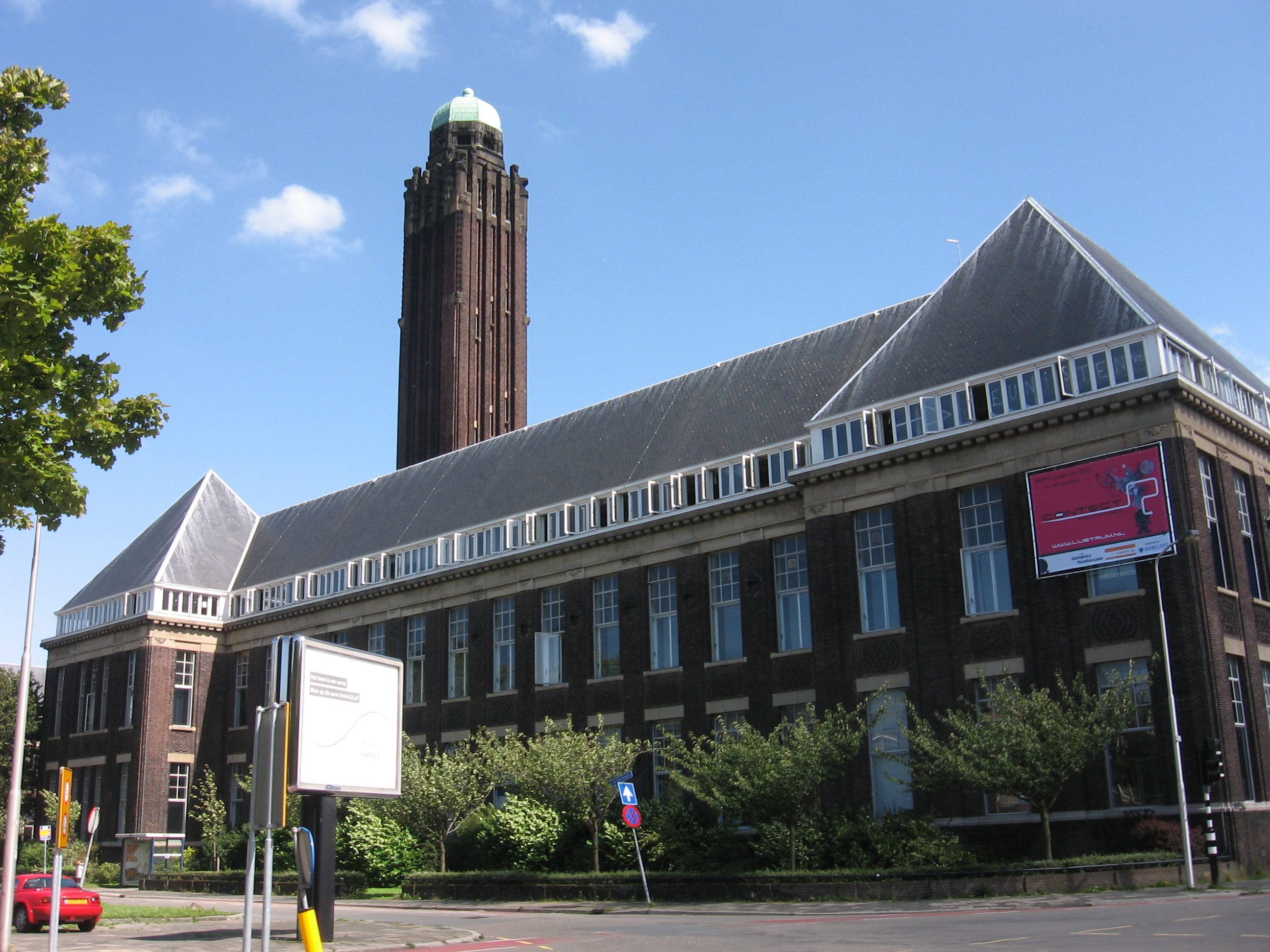
Dawny i obecny Wydział Architektury

### Powstanie
Uniwersytet powstał jako Królewska Akademia przygotowująca inżynierów do pracy dla krajowego przemysłu i wsparcia dla handlu 8 stycznia 1842 dekretem króla Wilhelma II Holenderskiego. Założycielem i pierwszym dyrektorem był Antoine Lipkens, jeden z wynalazców telegrafu optycznego. Wkrótce po otwarciu akademia otrzymała swą pierwszą siedzibę na ulicy Oude Delft 95.

### Status uniwersytecki

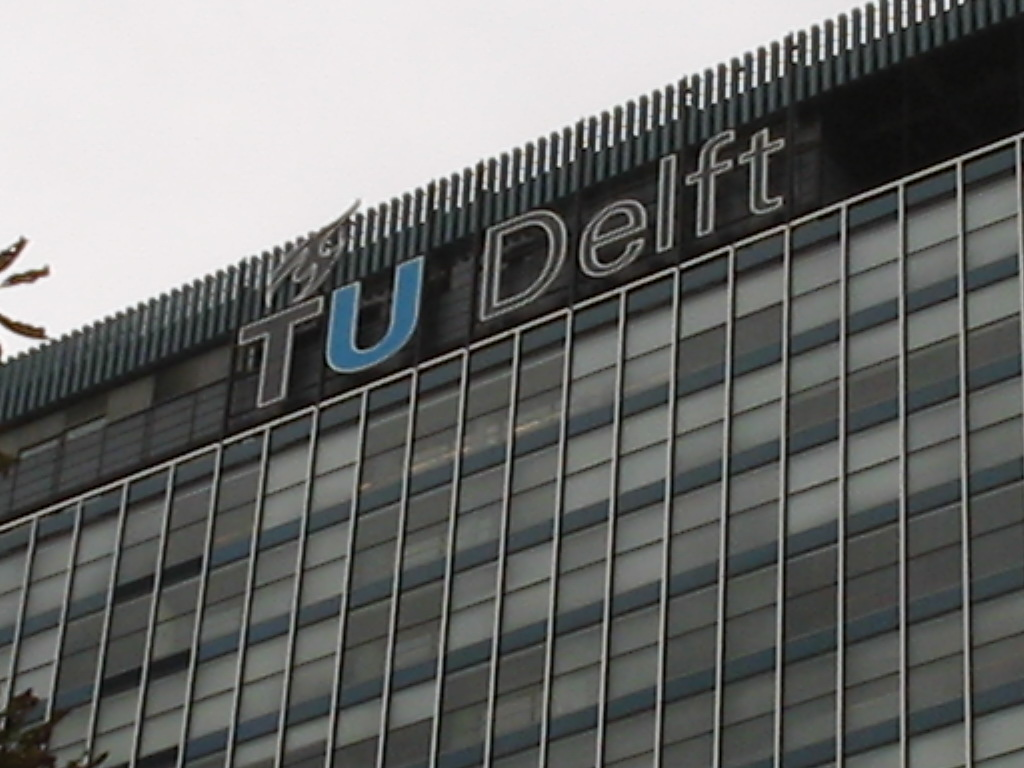
Logo TU Delft na budynku wydziału Elektrotechniki, Matematyki i Informatyki

2 maja 1863 szkolnictwo techniczne w Holandii podległo reglamentacji i podlegało w całości szkolnictwu średniemu. Dekretem królewskim rok później, 20 czerwca 1864, powstała Akademia Królewska, a miasto Delft zostało desygnowane na miejsce Szkoły Politechnicznej. Nazwa Techniczna Szkoła Wyższa w Delfcie uznana została prawnie 22 maja 1905. Wkrótce potem poziom akademicki nauczania został zatwierdzony i szkoła zawodowa otrzymała status uniwersytetu. W krótkim czasie szkoła uzyskała prawo do nadawania wyższych tytułów naukowych. Liczba studentów w tamtym czasie wynosiła około 450. Prawnie status wyższej szkoły zawodowej otrzymała 7 lipca 1956 roku.

## Wydziały

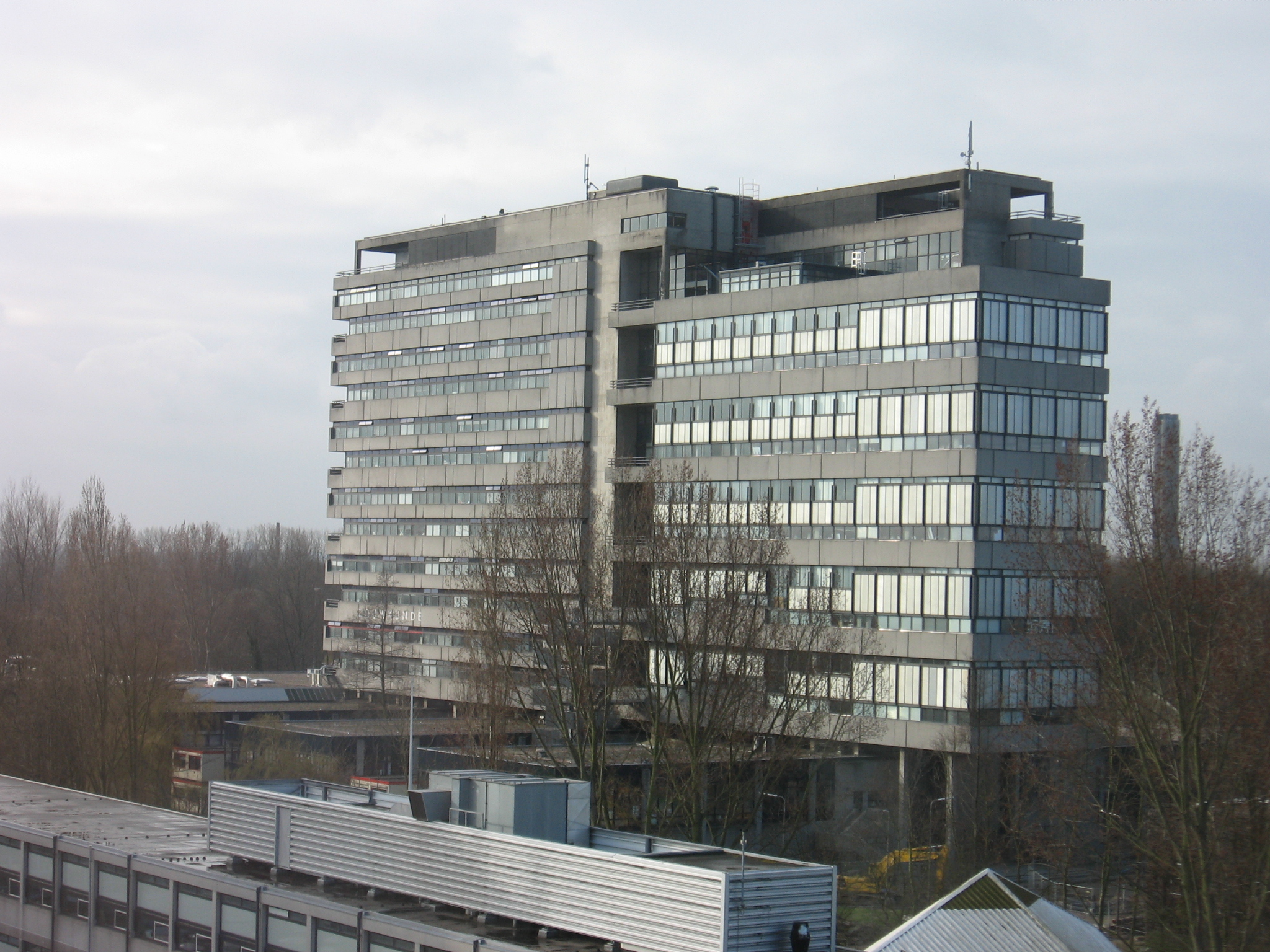
Dawny Wydział Architektury, spalił się w 2008

Nauczanie i badania na różnych kierunkach w ramach TU Delft prowadzi się na wielu wydziałach. Od powstania uniwersytetu liczba wydziałów wzrastała; w roku 1998 Uniwersytet Techniczny w Delfcie liczył 16 wydziałów. Z powodu oszczędności i restrukturyzacji liczba ta spadła do 8 w 2008. Wydziały oferują łącznie 14 kierunków licencjackich i 28 magisterskich. Uczelnia TU Delft podzielona jest na następujące jednostki wydziałowe:
- Wydział Architektury (BK)
- Wydział Inżynierii Lądowej i Geologii (CiTG)
  - inżynieria lądowa
  - geologia
- Wydział Elektrotechniki, Matematyki i Informatyki (EWI)
  - elektrotechnika
  - matematyka techniczna
  - informatyka techniczna
- Wydział Projektowania Przemysłowego (IO)
- Wydział Mechaniki, Żeglugi i Inżynierii Materiałowej (3mE)
  - inżynieria mechaniczna
  - technika żeglugi
- Wydział Lotnictwa i Kosmonautyki (LR)
- Wydział Nauk Stosowanych (TNW)
  - nauki biologiczne i biotechnologia[e]
  - nauki molekularne i technologia molekularna[e]
  - fizyka techniczna
- Wydział Techniki, Zarządzania i Administracji Publicznej (TBM)
  - publiczna administracja w przemyśle.

W roku 1987 Uniwersytet Techniczny w Delfcie utworzył instytut Delft TopTech dla osób pragnących kształcić się podyplomowo. Program nauczania skupia się na związkach technologii i specyfiki funkcjonowania korporacji.

## Jednostki ogólnouczelniane i międzywydziałowe

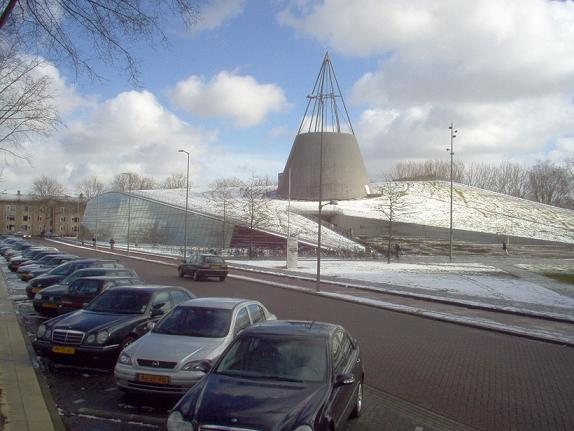
Biblioteka TU Delft w porze zimowej

Dodatkowo Uniwersytet Techniczny w Delfcie podzielony jest na następujące instytuty badawcze:
- Centrum Wiedzy[f]
- Zintegrowane Wytwarzanie Komputerowe[g]
- Delfijski Instytut Obserwacji Ziemi i Systemów Kosmicznych[h]
- Delfijski Instytut Energii Odnawialnej[i]
- Delfijski Instytut Mikroelektroniki i Technik Submikronowych[j]
- Delfijskie Badania Uniwersyteckie[k]
- Delfijski Instytut Technologii Informacyjnych w Zastosowaniach Inżynieryjnych[l]
- Klaster Delfijski[m]
- Instytut Adhezji TU Delft[n]
- Grupa badawcza Hyperbody[o]
- ICTO Programma TU Delft
- Delfijski Instytut Reaktorowy[p]
- Międzynarodowe Centrum Badawcze Radarów i Systemów Transmisyjnych[q]
- Interduct
- Delfijski Instytut Koitera[r]
- Centrum Wiedzy WMC AE[s]
- Holenderski Instytut Badań Materiałowych[t]
- Instytut Badawczy OTB[u]
- Międzynarodowe Centrum Badań nad Symulacjami, Ruchem i Technikami Nawigacyjnymi[v]
- Centrum Zasilania i Konwersji Elektromagnetycznej[w]
- Konsorcjum Systemów Inteligentnych[x]

### Współpraca międzynarodowa

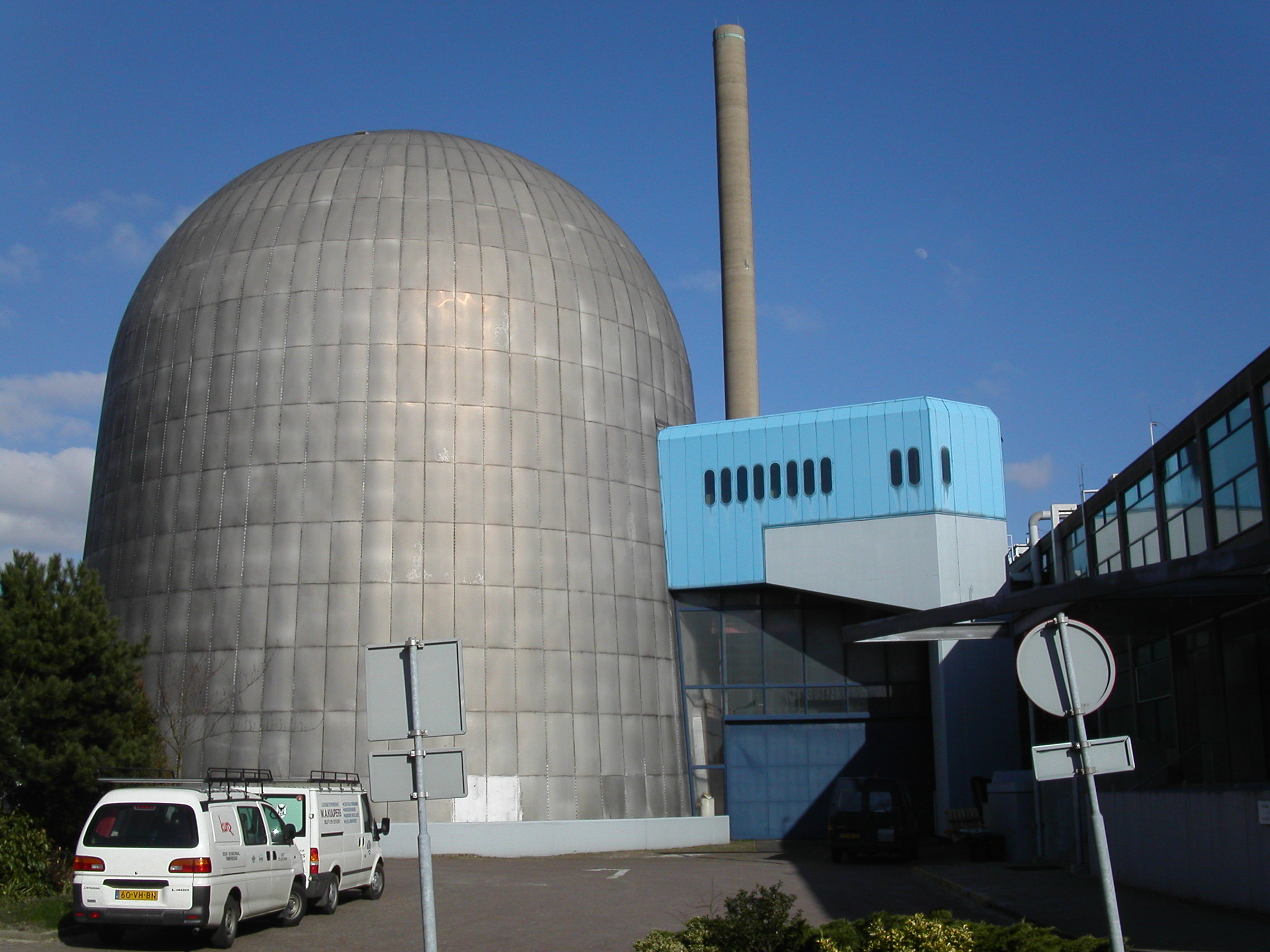
Reaktor atomowy TU Delft

W 1996 rozpoczęła się współpraca pomiędzy Imperial College London, Uniwersytetem Technicznym w Helsinkach, RWTH w Akwizgranie oraz TU Delft dotycząca nauczania geologii na poziomie uniwersyteckim. Powstały wtedy dwa nowe programy nauczania, zwane EMC (techniki wydobycia) en EMEC (techniki przetwarzania). Współpraca ta dała początek Federacji Europejskich programów nauczania geologii, w której uczestniczyły następujące uniwersytety:
 Niemcy – RWTH Aachen
 Niemcy – Uniwersytet Techniczny w Berlinie
 Niemcy – Technische Universität Bergakademie Freiberg
 Holandia – Uniwersytet Techniczny w Delfcie
 Finlandia – Techniczny Uniwersytet Helsiński
 Słowacja – Uniwersytet Techniczny w Koszycach
 Polska – Politechnika Wrocławska
 Węgry – Politechnika Przemysłu Ciężkiego w Miszkolcu
 Wielka Brytania – University of Exeter
 Wielka Brytania – Camborne School of Mines
 Wielka Brytania – Imperial College London – nie bierze już udziału w tej federacji.
We wrześniu 2006 roku ETH, RWTH oraz TU Delft rozpoczęły wspólny program magisterski geofizyki stosowanej jako efekt współpracy w ramach IDEA League. Studenci z Akwizgranu, Zurychu i Delftu mogą sami określić miejsce, gdzie chcą dokończyć swoją pracę magisterską. Wyjątkowym jest to, iż wymagania egzaminacyjne, program i zajęcia są wspólne dla wszystkich wymienionych uniwersytetów.

## Badania naukowe

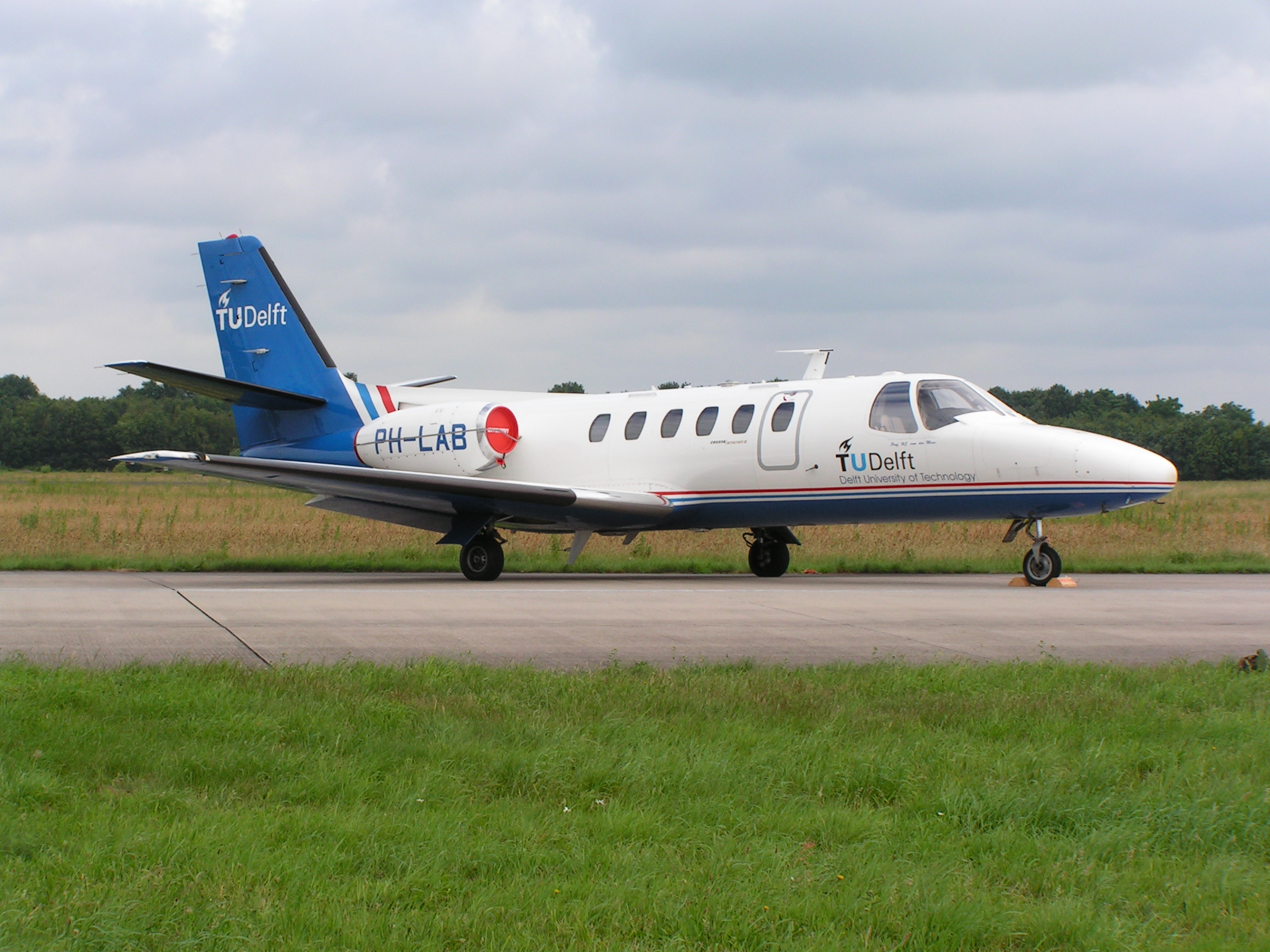
Samolot laboratoryjny PH-LAB TU Delft i NLD

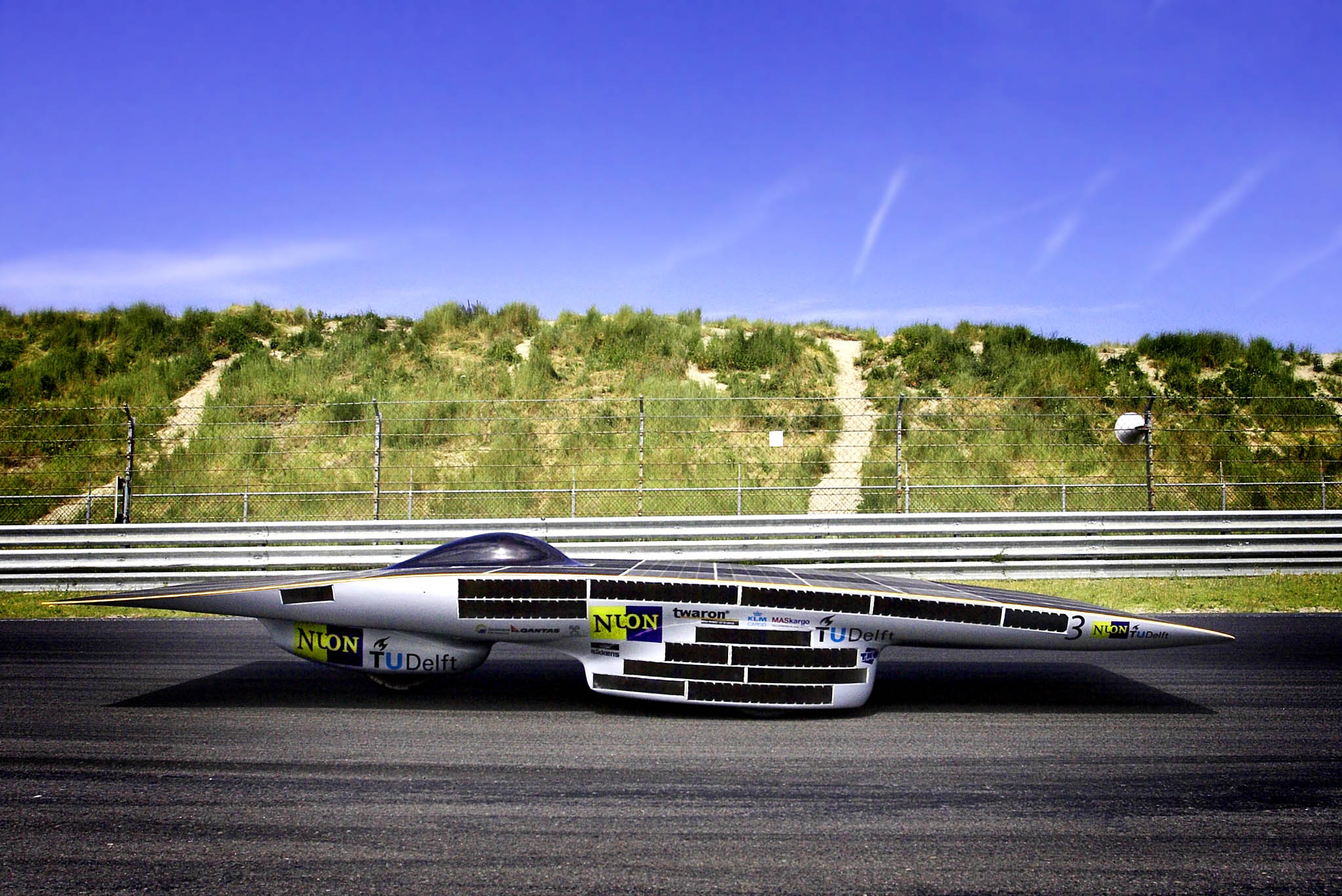
Czterokrotny zdobywca tytułu World Solar Channelge, Nuna zaprojektowany i zbudowany na TU Delft

W 2001 roku naukowcy z tego Uniwersytetu zbudowali tranzystor składający się z jednej nanorurki węglowej. Jego rozmiar wynosi zaledwie jeden nanometr, a do zmiany swojego stanu potrzebuje on tylko jednego elektronu. Przewiduje się, że ten wynalazek pozwoli na konstruowanie układów miliony razy szybszych od obecnie stosowanych, a ich wielkość pozwoli na dalszą miniaturyzację urządzeń elektronicznych.
W 2014 roku Instytutowi Nanotechnologii w TU Delft udało się przeprowadzić pierwszą na świecie stabilną „teleportację” danych.

## Uniwersytet Techniczny w Delfcie w rankingach uniwersyteckich
Poniższa tabela prezentuje zestawienie miejsca TU Delft w dwóch najważniejszych międzynarodowych rankingach: Akademicki Ranking Uniwersytetów Świata oraz Światowych Rankingach Uniwersytetów THES-QS. Puste miejsca oznaczają brak prowadzonego rankingu w danej kategorii w danym roku.
|                                                            | 2009 | 2008    | 2007    | 2006    | 2005    | 2004    | 2003    |
| ---------------------------------------------------------- | ---- | ------- | ------- | ------- | ------- | ------- | ------- |
| Times Higher Education Index (Świat)                       | 83   | 78      | 63      | 86      | 53      |         |         |
| Times Higher Education Index(Europa)                       |      | 27      |         |         |         |         |         |
| Times Higher Education Index(Świat – Technologie)          | 15   | 17      |         |         |         |         |         |
| Academic Ranking of World Universities                     |      | 152-200 | 151-202 | 151-200 | 203-300 | 202-301 | 201-250 |
| Academic Ranking of World Universities(Europa)             |      | 57-79   | 57-80   | 57-78   | 80-123  | 80-125  | 77-99   |
| Academic Ranking of World Universities(Świat – Inżynieria) |      | 76-107  | 77-106  |         |         |         |         |

## Rektorzy
- 1970–1973: H.R. van Nauta Lemke
- 1984–1988: J.M. Dirken
- 1988–1993: P.A. Schenck
- 1993–1997: K.F. Wakker
- 1997–1998: J. Blaauwendraad
- 1998–2002: K.F. Wakker
- od 2002: J.T. Fokkema

## Doktoratyhonoris causa
Honorowe doktoraty zostały nadane przez Uniwersytet Techniczny w Delfcie stu ludziom pomiędzy 1906 i 2006. Byli to m.in.:
- Abraham Kuyper, (1907), holenderski premier i teolog
- Cornelis Lely, (1907), inżynier budownictwa, ojciec Planu Delta
- Petrus Cuypers, (1907), architekt Rijksmuseum w Amsterdamie i Dworca Głównego w Amsterdamie
- Gerard L.F. Philips(inne języki), (1917), założyciel koncernu Philips
- Hendrik Lorentz, (1918), fizyk i zdobywca Nagrody Nobla
- Hendrik P. Berlage, (1925), architekt
- Albert Plesman(inne języki), (1947), pionier lotnictwa
- Bernhard, (1951), książę holenderski
- John Douglas Cockcroft, (1959), dyrektor brytyjskiego programu atomowego
- Gerrit Th. Rietveld, (1964), architekt
- Santiago Calatrava, (1997), architekt

## Znani absolwenci

### Laureaci Nagrody Nobla
- Jacobus van ’t Hoff, zdobywca Nagrody Nobla w dziedzinie chemii
- Simon van der Meer, zdobywca Nagrody Nobla w dziedzinie fizyki

### Architekci
- Eric van Egeraat
- John Habraken(inne języki)
- Herman Hertzberger
- Francine Houben(inne języki)
- Winy Maas(inne języki)
- Willem Jan Neutelings(inne języki)
- Michiel Riedijk(inne języki)
- Natalie de Vries
- Kas Oosterhuis(inne języki)

### Pozostali
- Ad Bax, biofizyk
- Lodewijk van den Berg, astronauta na wahadłowcu
- Martinus Beijerinck, mikrobiolog, twórca wirusologii
- Dirk Coster(inne języki), odkrywca pierwiastka hafnu
- Alexandre Horowitz(inne języki), twórca maszynki Philishave
- Warner T. Koiter(inne języki), inżynier mechanik
- Walter Lewin, profesor fizyki na MIT
- Felix Andries Vening Meinesz, geofizyk
- Jan Roskam(inne języki), profesor inżynierii kosmicznej na Uniwersytecie w Kansas
- Jan Arnoldus Schouten(inne języki), matematyk
- Bernard Tellegen(inne języki), wynalazca pentody i żyratora
- Johan van Veen(inne języki), pomysłodawca planu Delta
- Adriaan van Wijngaarden(inne języki), informatyk
- Kazimierz Leski, żołnierz AK i wynalazca

### Oficjele i ludzie biznesu
- Jan van Bemmel(inne języki), były rektor Erasmus Universiteit
- Wim Dik(inne języki), były przewodniczący zarządu KPN
- Paul Smits, były przewodniczący zarządu KPN
- Abdul Qadeer Khan, pakistański fizyk i ojciec pakistańskiej bomby atomowej
- Anton Mussert, holenderski polityk nazistowski w czasie II wojny światowej
- Cornelis Lely, zarządca Surinamu i lider projektu Afsluitdijk
- książę Johan-Friso of Orange-Nassau
- Gerard Philips(inne języki), założyciel koncernu Philips
- Frits Philips, były przewodniczący zarządu koncernu Philips
- Jo Ritzen, były holenderski sekretarz edukacji
- Willem Schermerhorn, pierwszy holenderski premier po II wojnie światowej
- Jeroen van der Veer(inne języki), przewodniczący zarządu Royal Dutch Shell
- Karien van Gennip, były zastępca holenderskiego sekretarza ekonomii
- Pieter Winsemius, były sekretarz w holenderskim ministerstwie budownictwa

## Kobiety na Uniwersytecie Technicznym w Delfcie
Zdecydowana większość studentów uczelni to mężczyźni; najmniejsza dysproporcja znajduje się na wydziale budownictwa i wzornictwa przemysłowego. Również wśród pracowników naukowych liczba kobiet jest niska. Pierwszą kobietą profesorem (jeszcze w czasach szkoły technicznej (TH) w Delfcie) została w latach 30. Toos Korvezee. W ostatnich dziesięcioleciach podjęto wiele inicjatyw mających na celu zwiększenie liczby kobiet na uniwersytecie. Dla uczniów szkół średnich w latach 90. zorganizowano dni Thea studiuje technikę (później dni Dziewczyny studiują technikę), w czasie których promuje się uczelnię wśród jej potencjalnych studentek.
Istniała na uczelni również oddzielna komisja wewnętrzna do spraw emancypacji kobiet. W praktyce komisja ta nie była zaangażowana w wielu krytycznych przypadkach. Około 1998 prace komisji zdecentralizowano, co sprawiło, że oficjalne organa emancypacyjne na TU przestały istnieć. Według holenderskiego Ministerstwa Edukacji Dni MTS nie były udane.